# Tiermalerei

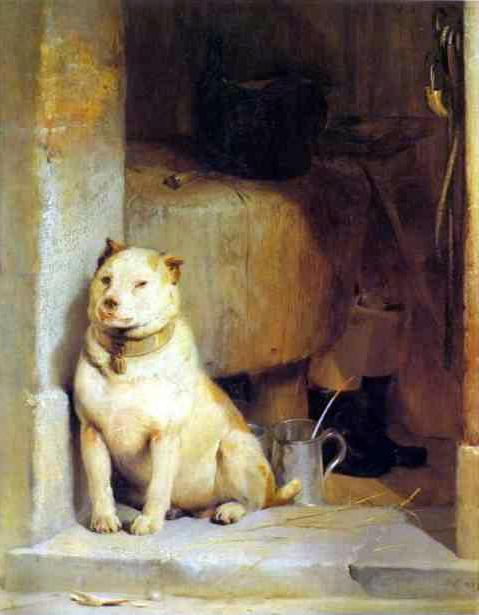
Edwin Landseer: Low life, 1829

Die Tiermalerei ist neben der Landschaftsmalerei, dem Historienbild, dem Porträt, dem Genrebild und dem Stillleben eine Gattung der gegenständlichen Malerei.

## Geschichte

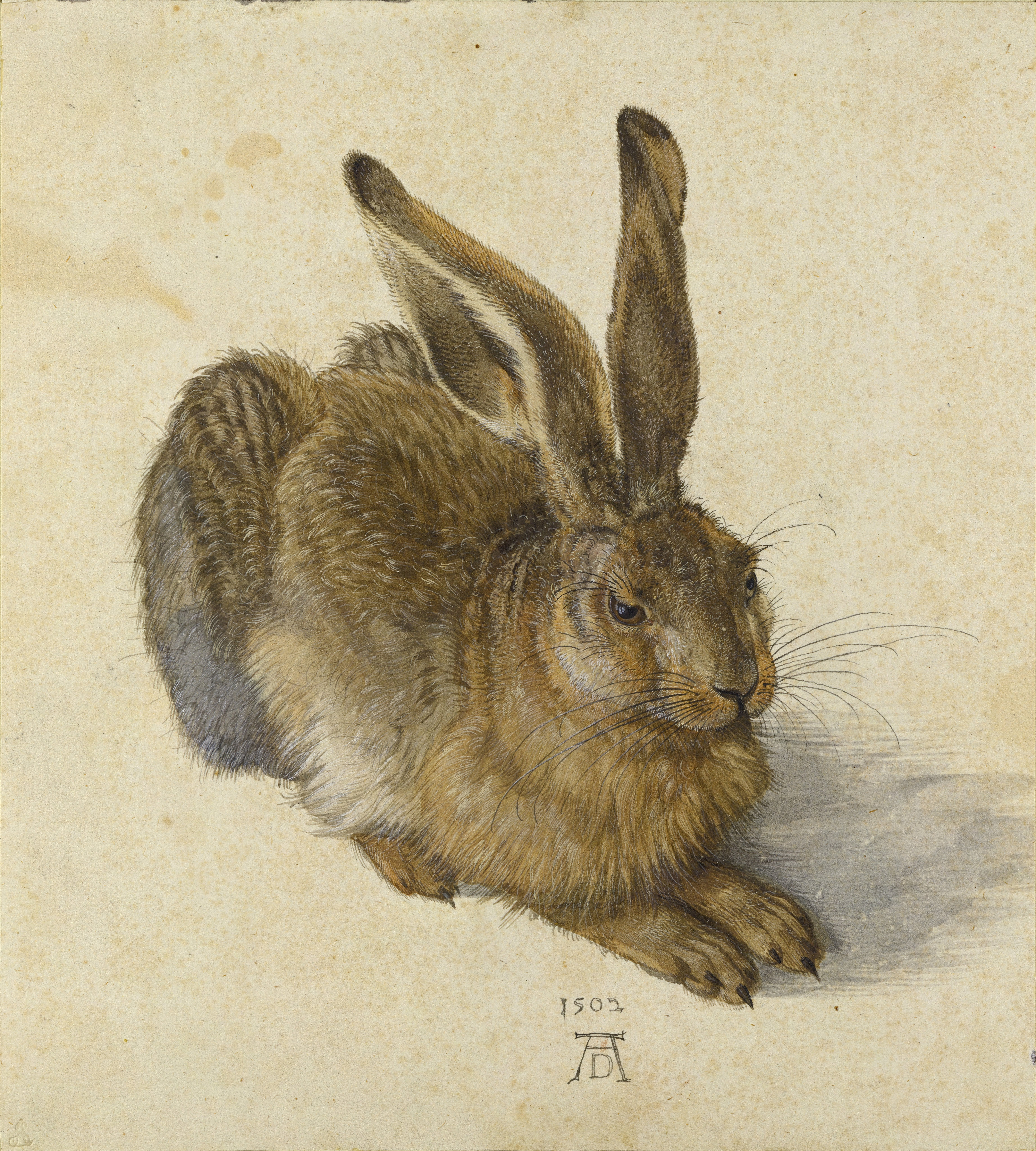
Albrecht Dürer: Feldhase, 1502

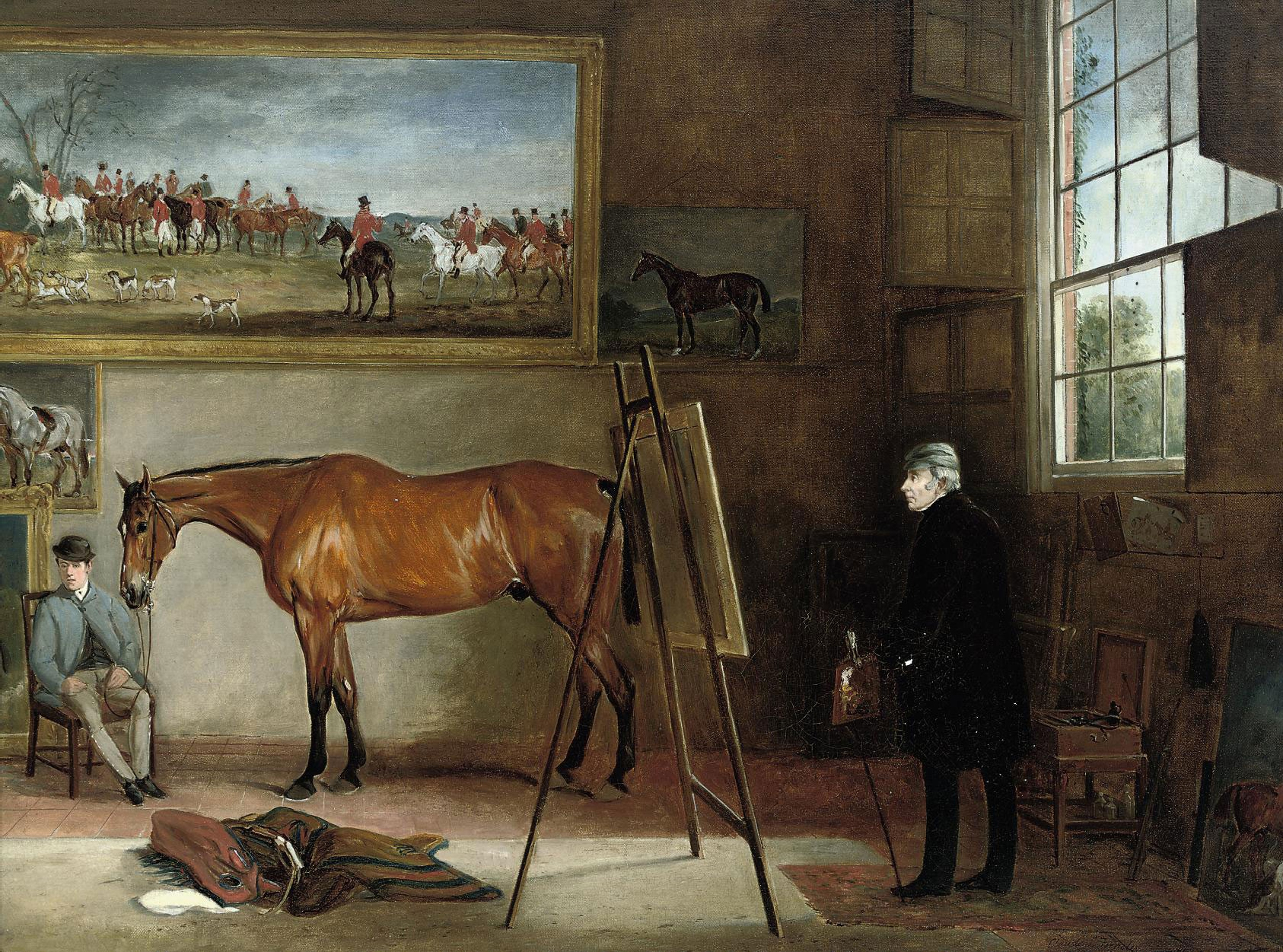
Der Pferdeportraitist John Ferneley († 1860) mit „Modell“ in seinem Atelier

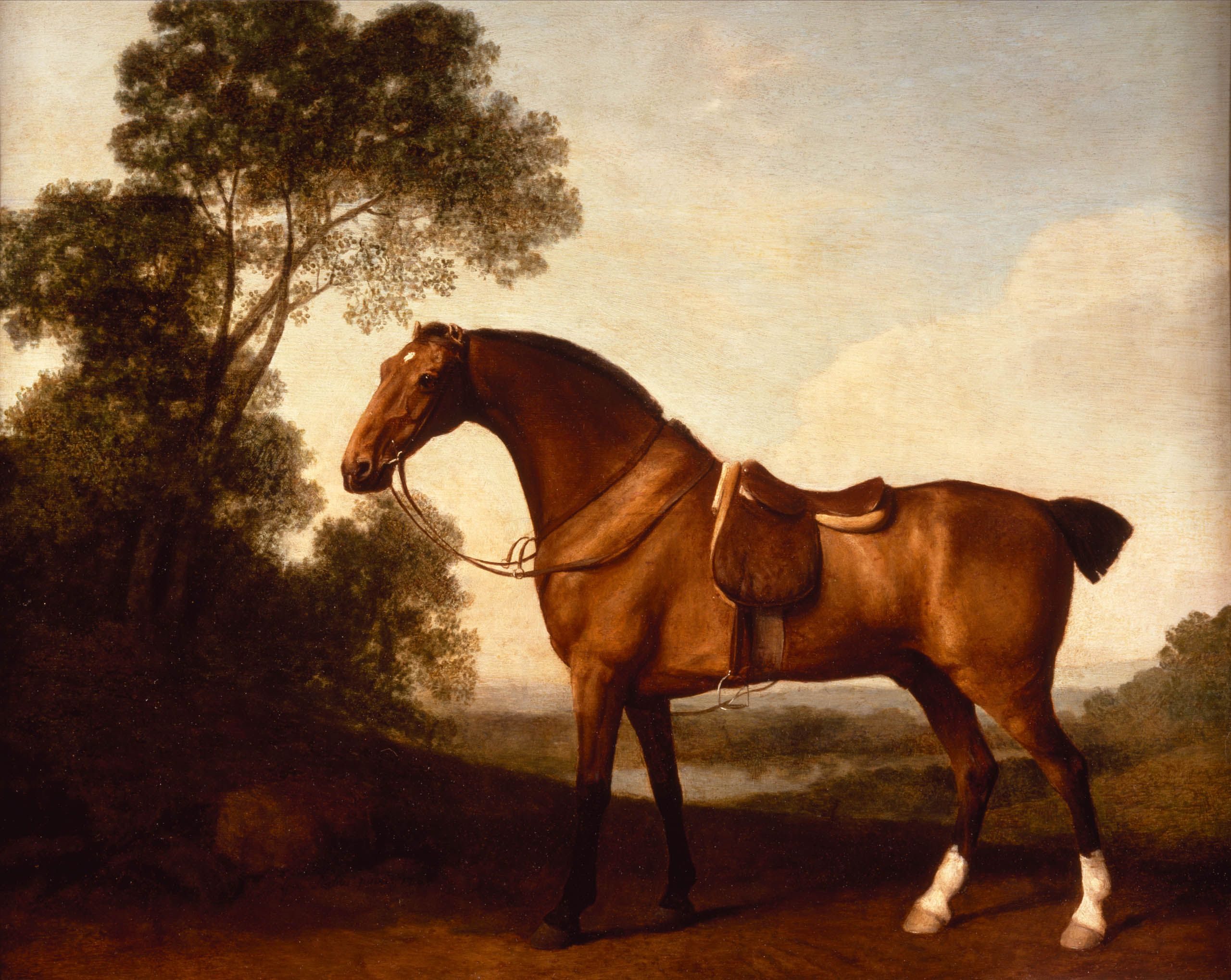
George Stubbs: Gesattelter Bayhunter, 1786

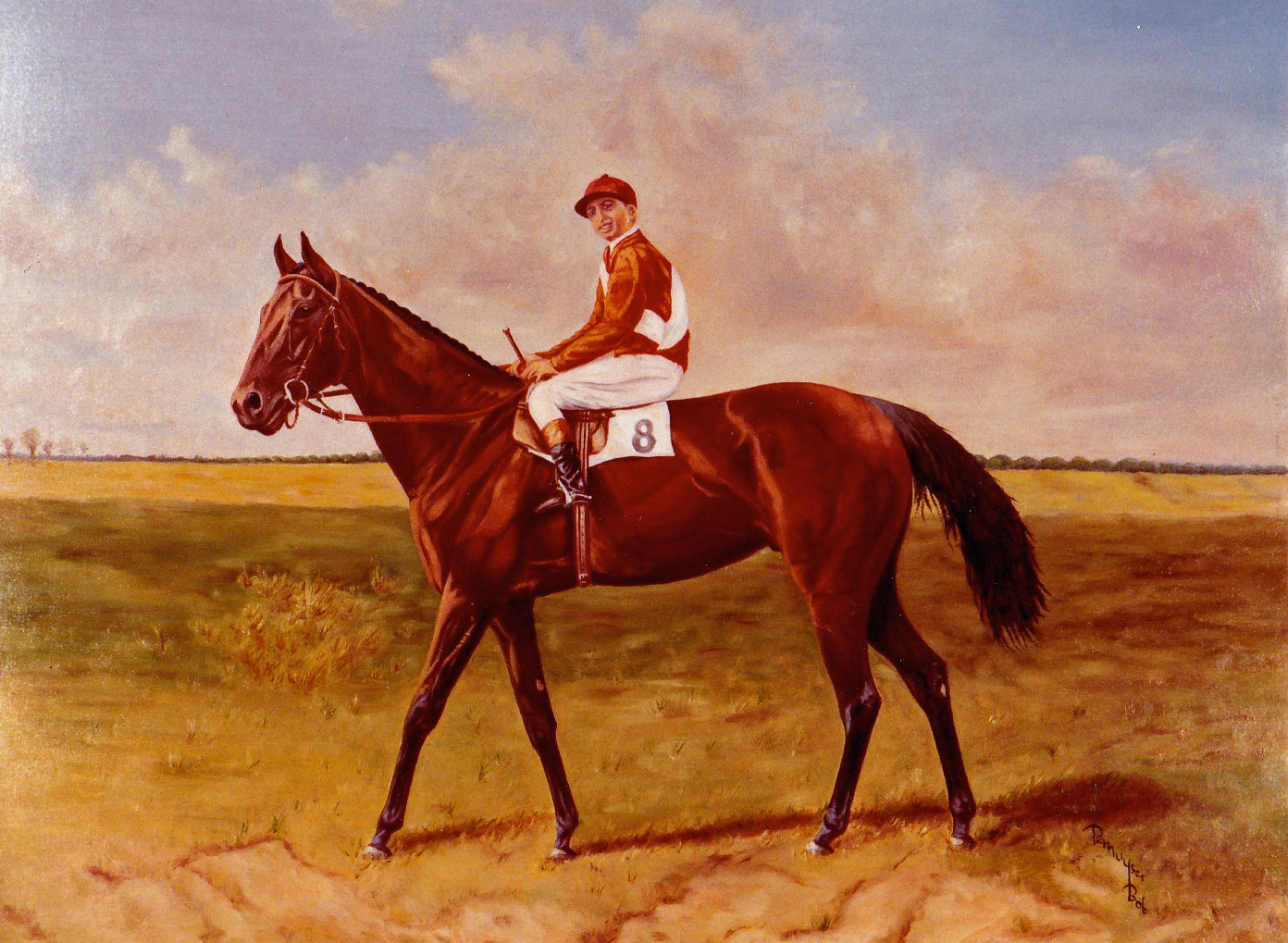
Prince Rose, Albert Demuyser (1984).

Im 16. Jahrhundert entwickelte sich das „Tierstück“ zu einem Bereich des Stilllebens; als eines der bekanntesten Beispiele wurde der Feldhase überliefert, ein Aquarell von Albrecht Dürer.  Die Niederländer Roelant Savery, Frans Snyders und Paulus Potter staffierten im 17. Jahrhundert Landschaftsbilder mit Tiergruppen aus.
Im Zeitalter der Aufklärung verstärkte sich das Interesse an den morphologischen Eigenheiten der Natur, insbesondere auch der  Faunen; die Künstler suchten die Anschauung des lebenden Objekts. Der französische Hofmaler Jean-Baptiste Oudry  machte Zeichnungen und Farbstudien in der Menagerie des Königs Ludwig XV. in Versailles, um die Tiere dann im Atelier in Lebensgröße darstellen zu können. George Stubbs wurde einer der bekanntesten Pferdeporträtisten des 18. Jahrhunderts in England.
Im 19. Jahrhundert wurde die Tiermalerei in der Genremalerei populär; ausschlaggebend war eine durch naturkundliche Bildung erhöhte Nachfrage eines breiten Publikums nach Tierdarstellungen.

## Tierdarstellung „nach dem Leben“
Die Gründung Zoologischer Gärten und die Darbietungen wandernder Tierschauen weckten zunehmend das Interesse der Menschen an Tieren und ihren Gewohnheiten. Die Tierdarstellung wurde zu einem einträglichen Metier für die Maler, die zudem dem erhöhten Bedarf an naturalistischen Zeichnungen nachkamen, um die Journale und Magazine, aber auch die naturkundlichen Lehrbücher mit Tierillustrationen nach dem Leben auszustatten. Die gewohnten Tiere der Umgebung und die Haustiere wurden ebenfalls zum verkaufsträchtigen Sujet für die Künstler.

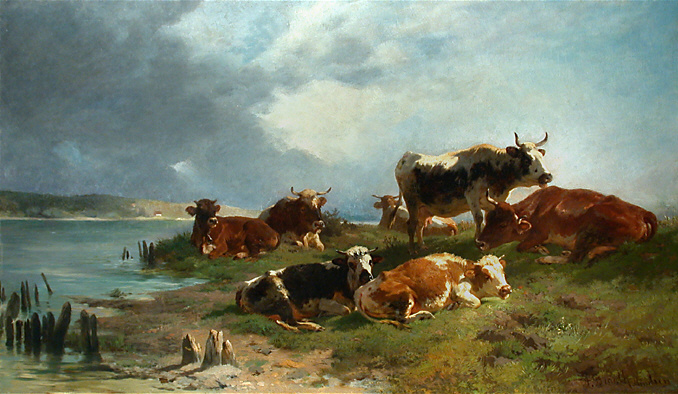
Anton Braith: Kühe auf der Weide

Edwin Landseer, dessen lebensechte Gemälde von Tieren im Titel auf menschliche soziale Gepflogenheiten anspielten, wurde der bekannteste Tiermaler in England zur Zeit Queen Victorias und für seine Kunst geadelt. Rosa Bonheur war mit realistischen Tierdarstellungen sowohl künstlerisch, als auch wirtschaftlich sehr erfolgreich. Paul Friedrich Meyerheim stellte in zahlreichen Gemälden Szenen aus wandernden Tierschauen dar, die auch als Fotogravuren Absatz fanden. Heinrich Leutemann widmete sich der Darstellung von Carl Hagenbecks Tier- und Völkerschauen und arbeitete als Tier-Illustrator für  die Gartenlaube und die Münchener Bilderbogen. Das bevorzugte Sujet Anton Braiths waren Schafe und Kühe, die er gelegentlich als der Fotografie entsprechende momentane Aufnahmen  ins gemalte Bild setzte.
Mit dem Einsetzen fotografischer Reprotechniken Ende des 19. Jahrhunderts übernahm im Laufe des 20. Jahrhunderts die Fotografie die Aufgabe der gemalten und gezeichneten Darstellungen von Tieren nach dem Leben.

## Moderne Tierdarstellung
Während in der Vergangenheit die Tierdarstellung oft als Ersatz für die fehlende oder nicht ausreichend entwickelte Fotografie verwendet wurde, werden die Tierdarstellungen in der Gegenwart auch unter dem Aspekt der Dynamik oder des Designs gesehen. Bei dieser Darstellungsform steht nicht die realistische Abbildung von Körper und Form im Vordergrund, sondern das Spiel der Farben, kombiniert mit Fragmenten von Bewegung. Oft versuchen Künstler dadurch auch Gefühle zu transportieren.